# 韦尔福德 (南卡罗来纳州)
韦尔福德（英文：Wellford），是美国南卡罗来纳州下属的一座城市。城市类型是“City”。其面积大约为4.34平方英里（11.24平方公里）。根据2010年美国人口普查，该市有人口2,378人，人口密度约为每平方 英里547.8人（约合每平方公里211.51人）。